# Rugård Amt
Rugård Amt blev oprettet i 1662 af det tidligere Rugård Len samt Vissenbjerg Sogn fra det tidligere Hagenskov Len. Amtet bestod kun af et enkelt herred, nemlig Skovby. Amtet blev nedlagt ved reformen af 1793, og indgik derefter i Odense Amt.

## Amtmænd
- 1767 – 1789: Henrik Bille-Brahe
- 1789 – 1798: Friedrich von Buchwald